# Anthony Fauci
Anthony Fauci (teljes nevén: Anthony Stephen Fauci; Brooklyn, New York, Amerikai Egyesült Államok, 1940. december 24. –) amerikai orvos, virológus. 2020-ban arról vált ismertté, hogy a COVID-19 koronavírus járvány kitörése után a széles körű maszkviselést szorgalmazta. Joe Biden megválasztott amerikai elnök 2020 decemberében egészségügyi főtanácsadójának kérte fel Faucit. 2022 augusztusában bejelentette, hogy azt követően, hogy fél évszázadig az amerikai kormánynak dolgozott, decemberben elhagyja pozícióját. Közel negyven évig volt a National Institute of Allergy and Infectious Diseases igazgatója.

## Családja
New Yorkban született Stephen A. Fauci és Eugenia A. Fauci gyerekeként.  Nagyszülei olasz bevándorlók voltak. Házastársa 1985-től Christine Grady. Gyermekei Megan Fauci, Jennifer Fauci, Alison Fauci.

## Életpályája
Iskoláit a  College of the Holy Cross-ban,a  Weill Cornell Medical College-ban és a Regis High Schoolban végezte.

## Díjai, elismerései
- Elnöki Szabadság Érdemrend